# Stella (film, 2008)
Pour les articles homonymes, voir Stella.
Série
Stella est amoureuse
(2022)
Pour plus de détails, voir Fiche technique et Distribution.
Stella est une comédie dramatique autobiographique française écrite et réalisée par Sylvie Verheyde et sortie en  2008.
Une suite, Stella est amoureuse, sort en 2022. Elle se déroule en 1985, l'année du bac pour Stella.

## Synopsis
En 1977, Stella est âgée de onze ans et vit dans un quartier périphérique de Paris encore ouvrier, promis à la rénovation, où ses parents tiennent un petit bistrot. Le hasard de la géographie scolaire réussit à la faire entrer dans un collège parisien de bon niveau où elle se lie avec Gladys, une fille d'intellectuels argentins. Celle-ci devient sa meilleure amie et va l’aider à prendre ses marques dans la vie.

## Fiche technique
- Titre : Stella(2008)
- Réalisation : Sylvie Verheyde
- Scénario : Sylvie Verheyde
- Décors : Thomas Grézaud
- Costumes : Gigi Lepage et Florie Vaslin
- Photographie : Nicolas Gaurin
- Son : Dimitri Haulet
- Montage : Christel Dewynter
- Musique : NousDeux the band
- Production : Bruno Berthemy
- Sociétés de production : Les Films du Veyrier, Arte France
- Sociétés de distribution : Diaphana Films
- Budget : 3 340 000 euros
- Pays d’origine :  France
- Langue originale : français
- Format : couleur — 35 mm — 1.85 : 1 — Dolby SRD
- Genre : comédie dramatique, biographique
- Durée : 103 minutes
- Date de sortie :12 novembre 2008

## Distribution
- Léora Barbara : Stella
- Benjamin Biolay : le père de Stella
- Karole Rocher : la mère de Stella
- Mélissa Rodrigues : Gladys
- Miguel Benasayag : le père de Gladys
- Guillaume Depardieu : Alain Bernard
- Christophe Bourseiller : M. Larpin
- Valérie Stroh : Mme Tillier Dumas, professeure d'histoire
- Jeannick Gravelines : Bubu
- Thierry Neuvic : Yvon, meilleur ami du père de Stella
- Johan Libéreau : Loic
- Laëtitia Guérard : Geneviève
- Anne Benoît : Mme Douchewsky
- Yolaine Gliott : la principale du collège
- William Wayolle : Eric
- Maxence Thorey : Alexandre Bergeron
- Nicolas Janny : Le professeur de mathématiques

## Musique
- La chanson de Stella, paroles et musique de NousDeux The Band, interprétée par Sylvie Verheyde
- Love Me Baby, paroles et musique de Mike Wickfield (Mathias Camison), Paul Racer (Claude Carrère), P. Forest (Pamela-Marrion Forrest), Copperman (Gilbert Chemouny), interprétée par Sheila and B. Devotion
- Ne fais pas tanguer le bateau, paroles de Lana Sébastian, Paul Sébastian, Claude Carrère et musique de Michaële, interprétée par Sheila
- El Bimbo, paroles et musique de Claude Morgan, par Bimbo Jet
- Couleur menthe à l’eau, paroles de Claude Moine et musique de Pierre Papadiamandis, interprétée par Eddy Mitchell
- Je vous dérange ?, paroles de Claude Moine et musique de Pierre Papadiamandis, interprétée par Eddy Mitchell
- Il ne rentre pas ce soir, paroles de Claude Moine et musique de Pierre Papadiamandis, interprétée par Eddy Mitchell
- Michèle, paroles et musique de Didier Barbelivien et Michel Cywie, interprétée par Gérard Lenorman
- 15e round, paroles, musique et interprétation par Bernard Lavilliers
- Brand New Cadillac, paroles, musique et interprétation par Vince Taylor
- La tendresse, paroles de Daniel Guichard et Jacques Ferrière, musique de Patricia Carli, interprétée par Daniel Guichard
- Les femmes, (Qu'y a-t-il dans le cœur des femmes?) paroles et musique de Christine Charbonneau, Éditions Sérapis SOCAN SODRAC, single de Sheila, Disques Carrere 1976. Aussi sur l'album L'Amour qui brûle en moi en 6,  et L'Arche de Noé - Disque d'or - 12 Hits 1 Star en 10, paru en 1977.
- Où sont les femmes ?, paroles de Jean-Michel Jarre et musique de Patrick Juvet, interprétée par Patrick Juvet
- Ti amo, paroles et musique de Giancarlo Bigazzi et Umberto Tozzi
- Tu es le soleil, paroles de Claude Carrère et musique de Michaële, interprétée par Sheila

## Distinctions
- : Grand Prix du Meilleur scénariste 2006 : Prix Arlequin
- : Festival international du film de Flandre-Gand 2008 : Prix du scénario SABAM pour Sylvie Verheyde
- : Mostra de Venise 2008 : présentation du film dans le cadre de la section « Journées des auteurs »
- : César du cinéma 2009 : Benjamin Biolay nommé pour le César du meilleur acteur dans un second rôle

## Autour du film
- Le film que regarde Stella à la télévision est L'Impératrice rouge de Joseph von Sternberg avec Marlene Dietrich.
- Le collège où sont tournées les scènes est le lycée-collège Jean-de-La-Fontaine à Paris (XVIe arr.).
- Le tournage d'une suite, intitulée Stella est amoureuse, débute en 2021[2].